# Rheopexie
Rheopexie (auch Antithixotropie oder negative Thixotropie) bezeichnet in der Rheologie eine Zeitabhängigkeit der Fließeigenschaften bei nichtnewtonschen Fluiden, bei der die Viskosität (Zähflüssigkeit) infolge andauernder mechanischer Beanspruchung zunimmt und erst nach dem Ende der Beanspruchungsphase wieder abnimmt. Das gegensätzliche Verhalten zur Rheopexie wird als Thixotropie bezeichnet.

## Grundlagen

Viskositätsverlauf thixotroper und rheopexer Fluide (schematisch)

Manche nichtnewtonschen Fluide erhöhen bei einer konstanten Scherung mit der Zeit ihre Viskosität. Nach Aussetzung der Scherbeanspruchung nimmt die Viskosität wieder ab. Vereinfacht heißt das, die rheopexe Flüssigkeit wird mit der Dauer ihrer Deformation immer dickflüssiger. Nach Beendigung der Scherbelastung nimmt die Viskosität zeitabhängig wieder ab. Erreicht die Flüssigkeit ihren Anfangswert nicht mehr, so bezeichnet man sie als partiell rheopex bzw. partiell antithixotrop.
Nicht zu verwechseln ist rheopexes Verhalten mit der Dilatanz, bei der die Viskosität durch zunehmende Scherung zunimmt, bei konstanter Scherbeanspruchung aber dann über der Zeit konstant bleibt.
Die Ursache für beide Phänomene ist ähnlich: die Struktur im Fluid ändert sich unter Scherkrafteinwirkung, sodass größere Wechselwirkungen zwischen den Partikeln auftreten. Nach der Einwirkung der Scherkraft bilden sich diese Strukturänderungen mehr oder weniger schnell zurück.

## Beispiele
Rheopexes Verhalten zeigen unter anderem Oxidsuspensionen, Seifen-Solen, Gips-Wasser-Suspensionen mit 40 % Gips sowie einige Polymethylacrylsäure-Wasser-Lösungen.